# Monte Castello di Vibio
Monte Castello di Vibio es una localidad y comune italiana de la provincia de Perugia, región de Umbría, con 1.675 habitantes. El pueblo alberga el Teatro della Concordia, el teatro all'italiana más pequeño del mundo.

## Evolución demográfica
| Gráfica de evolución demográfica de Monte Castello di Vibio entre 1861 y 2001 |
|                                                                               |
| Fuente ISTAT - elaboración gráfica de Wikipedia                               |